# Klappmaulpuppe

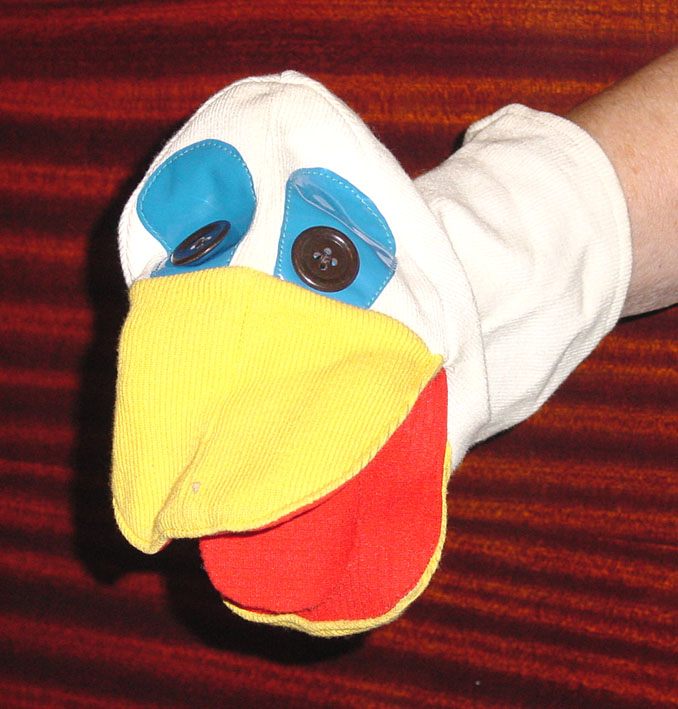
Einfache Klappmaulfigur in Form einer Ente: Gut sichtbar hier das bewegliche Maul

Als Klappmaulpuppen bezeichnet man jene von Menschen geführten Puppen, bei denen sich durch das Öffnen und Schließen der Hand der Mund bewegen kann – er klappt auf und zu. Die Klappmaultechnik wird daher meist eingesetzt, um sprechende oder singende Figuren darzustellen. Sie findet insbesondere in der Bauchrednerei Anwendung.
Bekannte Klappmaulfiguren sind Ernie und Bert aus der Sesamstraße, ebenso die Muppets. Neville Tranter mit seinem Stuffed Puppet Theatre (Niederlande) ist mit Klappmaulfiguren international bekannt geworden. Eines der bekanntesten deutschen Ensembles, das überwiegend diese Technik anwendete, war das Klappmaul Theater (1975–2005) aus Frankfurt am Main. Auch die NDR-Puppenspielserie Hallo Spencer, die 1979 bis 2001 in 275 Episoden produziert wurde, verwendete die Technik der Klappmaulpuppen.